# فندق هيلتون أولمبيا
فندق هيلتون يقع في مجمع أولمبيا في مدينة السالمية في مدينة الكويت على شارع الخليج العربي، افتتح في 2008 ويُعد ثاني فنادق هيلتون في الكويت.